# Dansk Melodi Grand Prix 2022
Der 52. Dansk Melodi Grand Prix fand am 5. März 2022 im Jyske Bank Boxen in Herning statt. Er war der dänische Vorentscheid für den Eurovision Song Contest 2022 in Turin (Italien). Die Band Reddi gewann den Wettbewerb mit ihrem Song The Show.

## Format

### Konzept
Am 1. Juli 2021 bestätigte Danmarks Radio (DR) die Teilnahme Dänemarks am Eurovision Song Contest 2022. Wie im Vorjahr traten wieder acht Beiträge an. Aus diesen wurden in der ersten Runde drei für das „Superfinale“ ausgewählt. Der Sieger wird Dänemark beim Eurovision Song Contest 2022 repräsentieren.

### Beitragswahl
Das Fenster zum Einreichen von Beiträgen öffnete am 27. August 2021 und schloss am 29. Oktober 2021 um 12:00 Uhr wieder. Pro Beitrag musste mindestens ein Komponist oder Interpret dänischer Staatsangehörigkeit sein. Auch Teilnehmer von Färöer oder Grönland waren eingeladen, sich zu bewerben. DR stellte neben den eingereichten Beiträgen auch selbst Beiträge aus der dänischen Musikszene zusammen.

## Teilnehmer
Die acht Teilnehmer wurden am 10. Februar 2022 der Öffentlichkeit vorgestellt.

## Finale
Das Finale fand am 5. März 2022 im Jyske Bank Boxen an, in dem bis zu 15.000 Zuschauern Platz geboten wurde. Bereits 2013, 2017 und 2019 fand dort die Sendung statt. Wie im Vorjahr moderierten Martin Brygmann und Tina Müller die Sendung.
| Startnr. | Interpret                  | Lied Musik (M) und Text (T)                                                                                             | Sprache           | Übersetzung (Inoffiziell) |
| -------- | -------------------------- | --- | ----------------- | ------------------------- |
| 2        | Conf3ssions                | Hallelujah M/T: Mohammad Denebi, Rachel Furner, Patrick Owen Dalton, Jon Gade Nørgaard, Nikolaj Pellegrini              | Englisch          | –                         |
| 5        | Josie Elinor & Jack Warren | Let Me Go M/T: Benjamin Rosenbohm, Julie Aagaard, Katrine Brixen, Mikkel Martinus Sørensen                              | Englisch          | Lass mich gehen           |
| 7        | Reddi                      | The Show M/T: Chief 1, Mathilde Savery, Ihan Haydar, Remee Jackman, Julia Fabrin                                        | Englisch          | Die Show                  |
| 1        | Patrick Dorgan             | Vinden suser ind M/T: Patrick Dorgan, Ole Bjørn Sørensen, Jeppe Kronback, Daniel Scheffmann                             | Dänisch           | Der Wind weht herein      |
| 3        | Der Var Engang             | En skønne dag M/T: Emma Pi, Rasmus Hedeboe, Claus Reenberg                                                              | Dänisch           | Eines schönen Tages       |
| 4        | Fuld Effekt                | Rave med de hårde drenge M/T: Kasper Bruhn Nielsen, Claus Valdorff Thomsen, Zachary Rune Dyrbye, Alexander Scott Dyrbye | Dänisch           | Rave mit den harten Jungs |
| 6        | Morten Fillipsen           | Happy Go Lucky M/T: Morten Fillipsen, Kasper Holm Larsen, Rasmus Rydahl                                                 | Dänisch, Englisch | Sorglos                   |
| 8        | Juncker                    | Kommet for at blive M/T: Christian Juncker                                                                              | Dänisch           | Gekommen um zu bleiben    |

 Kandidat hat sich für das Superfinale qualifiziert.

### Superfinale
| Platz | Startnr. | Interpret                  | Lied Musik (M) und Text (T)                                                                                | Zuschauerstimmen (in %) |
| ----- | -------- | -------------------------- | --- | ----------------------- |
| 1.    | 2        | Reddi                      | The Show M/T: Chief 1, Mathilde Savery, Ihan Haydar, Remee Jackman, Julia Fabrin                           | 37 %                    |
| 2.    | 1        | Conf3ssions                | Hallelujah M/T: Mohammad Denebi, Rachel Furner, Patrick Owen Dalton, Jon Gade Nørgaard, Nikolaj Pellegrini | 32 %                    |
| 3.    | 3        | Josie Elinor & Jack Warren | Let Me Go M/T: Benjamin Rosenbohm, Julie Aagaard, Katrine Brixen, Mikkel Martinus Sørensen                 | 31 %                    |